# ポーツマス・アンド・サウスシー駅
ポーツマス・アンド・サウスシー駅（ポーツマス・アンド・サウスシーえき、英語: Portsmouth & Southsea railway station）は、イングランド南部の港湾都市ポーツマスにある鉄道駅。サウス・ウェスタン・レールウェイが管理を行なっており、近隣には大型商業施設も立地する。また駅舎は第二級指定建築物に指定されている。

## 歴史
1847年6月14日、ポーツマス駅として開業した。開業当初は終着駅であり、駅自体も現在よりは小さかった。1866年に現駅舎が建設され、さらにポーツマス・ハーバー駅が開業した1876年には同駅へと向かうための2階ホームが増築と、ポーツマス・タウン駅への名称変更が行われた。
現名称の由来となったサウスシー鉄道は1駅手前のフラットン駅から分岐して終点のイースト・サウスシー駅へと向かう支線で、1885年から1914年まで営業していた。サウスシー鉄道廃線後はサウスシー方面へ向かう乗客の利用も増えたため、1925年にポーツマス・アンド・サウスシー駅に駅名が変更された。またその1年後には自治体としてのサウスシーもポーツマスに吸収合併されている。
その他の支線としてポーツマス海軍基地へと向かう通称アドミラリティ線がこの駅から分岐していた。この支線は現在の1番線の西側で分岐し、ヴィクトリアパークを通って海軍基地の中まで通じていた。現在はこの支線も廃線となっているが、ヴィクトリアパーク近くには鉄道用の鉄柵が残されている。
1980年代には再開発が行われ、5本あった地上ホームは2本に削減された。そしてホーム跡地は大型商業施設や駐車場として利用されている。また同時期には2階ホームの上にアーケードが架けられた。
2021年には2階ホームを支えるランドポート高架橋の補強工事が行われている。

## 運行情報
平日オフピーク時の運行本数は以下の通り。
■ サウス・ウェスタン
3本 - ギルドフォード駅経由ロンドン・ウォータールー駅行き（快速2本、普通1本）
1本 - ベイジンストーク駅経由ロンドン・ウォータールー駅行き
3本 - ポーツマス・ハーバー駅行き
1本 - サウサンプトン中央駅行き
■ サザン（ゴヴィア・テムズリンク・レールウェイ）
1本 - ホーシャム駅経由ロンドン・ヴィクトリア駅行き
1本 - リトルハンプトン駅行き
1本 - ブライトン駅行き
1本 - ポーツマス・ハーバー駅行き
■ グレート・ウェスタン
1本 - カーディフ中央駅行き
1本 - ポーツマス・ハーバー駅行き

## 隣の駅
ナショナル・レール
■ サウス・ウェスタン
ポーツマス直通線
フラットン駅 - ポーツマス・アンド・サウスシー駅 - ポーツマス・ハーバー駅
■ サザン（ゴヴィア・テムズリンク・レールウェイ）
ウェスト・コーストウェイ線
フラットン駅 - ポーツマス・アンド・サウスシー駅 - ポーツマス・ハーバー駅
■ グレート・ウェスタン・レールウェイ
ポーツマス・ハーバー - カーディフ中央
フラットン駅 - ポーツマス・アンド・サウスシー駅 - ポーツマス・ハーバー駅